# Labour Day Classic
Labour Day Classic är de matcher i kanadensisk fotboll i Canadian Football League (CFL) som spelas under Labour Day-helgen, och är tillsammans med Thanksgiving Day Classic enda gången som matcher i ligan spelas under en måndag. Labour Day infaller alltid den första måndagen i september.
Samma klubbar brukar mötas i matcherna i Labour Day Classic:
- Montreal Alouettes mot Ottawa Redblacks (på fredagen)
- Saskatchewan Roughriders mot Winnipeg Blue Bombers (på söndagen)
- Hamilton Tiger-Cats mot Toronto Argonauts (på måndagen)
- Calgary Stampeders mot Edmonton Elks (på måndagen)

BC Lions brukar vara spellediga.